# 1817

## Esdeveniments
- 4 de gener, Arroyo Catalán, Uruguai: l'exèrcit portuguès guanya la batalla del Catalán durant la invasió Portuguesa d'Uruguai.
- 27 de maig: L'inventor alemany Karl Drais condueix per primera vegada la seva draisina, la forma de bicicleta més antiga a Mannheim.
- 9 de juny, Santiago de Xile: s'hi encunya de la primera moneda xilena.
- 22 de juny, Cuba: S'origina la seva indústria de tabac quan Ferran VII d'Espanya signa un decret que en legalitza la seva producció i comercialització.[1]
- 11 de setembre, Sri Lanka: S'hi inicia la Rebel·lió de Uva.
- Primera escola per a nens sords als Estats Units.[2]
- 16 d'octubre - Es descobreix la tomba de Seti I a la Vall dels Reis a Egipte.[3]
- 30 d'octubre, Veneçuela: Simón Bolívar estableix el govern independent del país.
- 5 de novembre, Imperi Maratha (actual Maharashtra, Índia): s'inicia la Tercera Guerra Anglo-Maratha que significarà el final d'aquest imperi i la seva colonització pel Regne Unit.
- 22 de novembre: Comença la Primera Guerra Seminola.
- Publicació dels poemes de John Keats.
- Creació de la Borsa de Nova York.

Data desconeguda
- Bengala (Índia): s'origina la primera pandèmia de còlera.[4]
- Edimburg i Glasgow (Escòcia): hi ha una epidèmia de tifus a les ciutats escoceses.[5]

## Naixements
Països catalans
- 2 de febrer, Alcalá la Real: Josep Maria Ventura i Casas, Pep Ventura, compositor de sardanes.
- 31 de juliol, Vilanova i la Geltrú: Josep Ferrer i Vidal, empresari, economista i polític català[6]
- 18 d'octubre, Calella: Tomàs Sivilla i Gener, bisbe i jurista català.

Resta del món
- 21 de febrer, Valladolid, Castella: José Zorrilla, escriptor castellà
- 11 de maig, Nàpols: Fanny Cerrito, ballarina i coreògrafa italiana (m. 1909).[7]
- 6 de juliol, Zúric, Suïssa: Albert von Kölliker, anatomista, embriòleg, fisiòleg, zoòleg i botànic suís.
- 24 de setembre, Navia, Astúries: Ramón de Campoamor, poeta romàntic asturià.
- 12 de novembre, Teheran, Pèrsia: Bahà'u'llàh, religiós iranià fundador de la fe bahà'í.
- 30 de novembre, Garding, Dinamarca: Theodor Mommsen, escriptor alemany, Premi Nobel de Literatura
- E. F. Engelbrecht, organista i compositor alemany

## Necrològiques
Països Catalans
- 12 de gener - Roma: Joan Andrés i Morell, jesuïta, humanista, historiador i crític literari valencià de la Il·lustració (n. 1740).
- Maó: Pasqual Calbó i Caldés, pintor menorquí.

Resta del món
- 20 d'abril -Sokoto (Nigèria): Shehu Osman Dan Fodia o Shaihu Usman dan Fodio,fundador del Sultanat de Sokoto el 1809, professor religiós, escriptor i promotor Islàmic (n. 1754)[8]
- 24 de maig - Montpeller (França): Juan Meléndez Valdés, poeta, jurista i polític espanyol (n. 1754).[9]

- 9 de juny - París: Anne-Josèphe Théroigne de Méricourt, política i feminista durant la Revolució francesa (n. 1762).[10]
- 14 de juliol - París, França: Madame de Staël, novel·lista i assagista suïssa (n. 1766).[11]
- 18 de juliol - Jane Austen, novel·lista anglesa (n. 1775).[12]